# Солонці (Великобагачанський район)
Солонці — село, Білоцерківська сільська рада, Великобагачанський район, Полтавська область, Україна.
Приєднано до села Коноплянка 1986 року.

## Географія
Село Солонці примикає до села Коноплянка. Поруч із селом протікає річка Гнилиця. Поруч проходить автомобільна дорога М03.

## Історія
- 1986 — приєднано до села Коноплянка[1].